# Reuven Atar
Reuven Atar (Tirat Carmel, 3 gennaio 1969) è un allenatore di calcio ed ex calciatore israeliano, di ruolo centrocampista.

## Carriera
Di origini marocchine, Atar giocava prevalentemente come centrocampista di sinistra. Malgrado il suo ruolo, in svariate stagioni si rivelò molto prolifico, cosa che gli valse la convocazione in nazionale per otto anni di fila. Durante tutta la sua carriera ha militato in Israele, soprattutto al Maccabi Haifa con il quale vinse cinque volte il campionato israeliano e due volte la coppa d'Israele, ottenendo anche un ulteriore campionato con il Beitar Gerusalemme.

### Nazionale
Con la nazionale israeliana, Atar scese in campo 33 volte tra il 1989 e il 1997 segnando tre gol e non partecipando mai a nessun torneo di rilievo. Il suo primo gol è anche il suo più famoso: è stato il gol vittoria della sua nazionale nella partita contro la Francia durante le qualificazioni al mondiale 1994 che decretò la vittoria d'Israele per 3-2 contro ogni attesa, e che contribuì alla non qualificazione dei francesi al mondiale.

## Carriera da allenatore
Anche da allenatore Atar non ha mai lasciato Israele, e al momento si ritrova senza impiego dopo che il suo ultimo impiego è stato all'Ashdod nel 2017.

## Palmarès

### Club

#### Competizioni nazionali
- Campionato israeliano: 6

Maccabi Haifa : 1988-1989, 1990-1991, 1993-1994, 2000-2001, 2001-2002
Beitar Gerusalemme : 1997-1998
- Coppa d'Israele: 2

Maccabi Haifa : 1990-1991, 1992-1993